# イーライ・ホイットニー・ブレイク・ジュニア
イーライ・ホイットニー・ブレイク・ジュニア（Eli Whitney Blake Jr.、1836年4月20日 - 1895年1月10日）は、アメリカ合衆国の科学者。同名の父イーライ・ホイットニー・ブレイクは、発明家であり、製造工場を経営するブレイク・ブラザーズ (the Blake Brothers) の共同経営者であった。イーライ・ホイットニーという名は、父の叔父で、綿繰り機の発明によって綿工業の様相を一変させたイーライ・ホイットニーに由来している。
ブレイクは、1857年にイェール大学を卒業し、シェフィールド科学学校でさらに1年間学んだ。ブレイクは、1857年卒業組のスカル・アンド・ボーンズの一員だった。その後、ヨーロッパへ渡り、ハイデルベルク、マールブルク、ベルリンで、化学や物理学を学んだ。
帰国後は、1867年にバーモント大学の化学と物理学の教授となった。しかし、一年足らずでコーネル大学に移り、1868年から1870年にかけて物理学と機械技術 ( mechanic arts) の教授を務めた。その間、1868年から1869年にかけて、コロンビア大学の物理学教授職も一時的に代行した。その後、1870年から1895年までは、ブラウン大学で物理学教授の座を占めた。
科学界ではさほど知られた人物ではなかったが、ブレイクはアメリカ科学振興協会などの会員であった。また、『American Journal of Science and Arts』など、様々な科学雑誌に寄稿した。

## 関連文献
- Alida Blake Hazard: The Blakes of 77 Elm Street: A Family Sketch. Quiniipiack Press, New Haven 1925. pp. 33–34.